# Mios
Mios é uma comuna francesa na região administrativa da Nova Aquitânia, no departamento da Gironda. Estende-se por uma área de 135,21 km², com 3 786 habitantes, segundo os censo de 1999, com uma densidade populacional de 28 hab./km²